# بيتر بي. كلارك
بيتر بي. كلارك (بالإنجليزية: Peter B. Clarke)‏ هو عالم اجتماع بريطاني، ولد في 25 أكتوبر 1940، وتوفي في يونيو 2011.